# Idrætsmærket
Det Danske Idrætsmærke, oder kurz Idrætsmærket, ist ein dänisches Sportabzeichen, welches seit 1921 vergeben wird. Die für den Erwerb zu erbringenden Leistungen sind nach Altersstufen und Geschlecht gestaffelt.

## Geschichte
Das Idrætsmærket wurde 1921 gemeinsam von drei Institutionen geschaffen: dem Dänischen Sportbund, dem dänischen Schützen- und Turnerbund sowie dem Kriegs- und Marineministerium.
Seit 2004 verleiht nur noch der Danske Gymnastik- & Idrætsforeninger (DGI) das Sportabzeichen.

## Disziplinen
Das Idrætsmærket untergliedert sich in drei Gruppen und kann einmal jährlich abgelegt werden.
| Gruppe | Anforderung              | Disziplinen                                                                 |
| ------ | ------------------------ | --------------------------------------------------------------------------- |
| 1      | Atletik (=Athletik)      | Kurzstreckenlauf, Hochsprung, Weitsprung, Standweitsprung, Kugelstoßen etc. |
| 2      | Gymnastik (=Gymnastik)   | Gymnastik-Test bestehend aus Übungen in 6 verschiedenen Gruppen             |
| 3      | Utholdenhet (= Ausdauer) | Laufen, Radfahren, Schwimmen, Rollschuhfahren                               |

## Gestaltung und Ausführungen
Das Abzeichen ist Gold und besteht aus einem runden Kranz mit dem Wappen Dänemarks in der Mitte. Für jede Wiederholung wird die entsprechende Zahl am oberen Rand hinzugefügt.